# 鍾玲
鍾玲（1945年4月26日—），華人女作家、比較文學學者、教育工作者、香港浸會大學荣休教授。主要活動於台灣、香港兩地，其前夫是香港和台湾著名的武侠电影导演胡金铨。

## 生平
祖籍廣州，生於重慶，父親為海軍鍾漢波將軍，幼時即隨父母由日本遷台。高雄女中、東海大學外文系畢業，美國威斯康辛大学比較文學博士。1977年和著名導演胡金銓結婚。1979年曾為胡金銓執導電影《山中傳奇》編劇。1983年其短篇小說《大輪迴》被胡改編成電影。1990年前後與胡離婚。
1989-2003年任教於台灣國立中山大學。2003-2012年於香港浸會大學任文學院院長、講座教授、協理副校長，2013年起于澳門大學任鄭裕彤書院創院院長。在浸會大學期間，參與創立國際作家工作坊與紅樓夢獎。

## 主要著作
- 《赤足在草地上》，散文 (1970)。
- 與Kenneth Rexroth合譯Orchid Boat: Women Poets of China (1972) 。
- 《群山呼喚我》，散文詩歌（1981）。
- 《鍾玲極短篇》，短篇小說（1987）。
- 《生死冤家》短篇小說（1992）。
- 《如玉：愛玉的故事》，散文（1993）。
- 《玉緣：古玉與好緣 》，散文（1993）。
- 《芬芳的海》，詩歌 (1989)
- 《現代中國繆司：台灣女詩人作品析論》，文學評論（1989）。
- 《史耐德與中國文化》，文學評論（2006）。
- 《中國禪與美國文學》，文學評論（2009）。
- 《霧在登山》，詩歌（2010）。
- 《天眼紅塵》，短篇小說（2011）。
- 《我心所屬 – 動人的理想主義》，散文集，香港：商務印書館（2011）
- 《深山一口井》，小說集，臺北：九歌出版社（2019）
- 《餘響入霜鐘：禪宗祖師傳奇》，長篇小說，臺北：九歌出版社（2020）
- 《發光的人》，散文集，高雄市：佛光文化事業有限公司（2021）
- 《我的青芽歲月》，散文集，臺北：九歌出版社（2022）